# Alexander Sheldon
Pour les articles homonymes, voir Sheldon.
 (décembre 2017).
Si vous disposez d'ouvrages ou d'articles de référence ou si vous connaissez des sites web de qualité traitant du thème abordé ici, merci de compléter l'article en donnant les références utiles à sa vérifiabilité et en les liant à la section « Notes et références ».
Alexander Sheldon, né le 23 octobre 1766 à Suffield (comté de Hartford dans le Connecticut) et mort le 10 septembre 1836 (comté de Montgomery dans l'État de New York) était un médecin et homme politique américain.